# Cheumatopsyche gordonae
Cheumatopsyche gordonae is een schietmot uit de familie Hydropsychidae. De soort komt voor in het Nearctisch gebied.